# Họ Trạch trà
Bonnetiaceae là một họ thực vật có hoa bao gồm khoảng 3 chi và 35 loài các cây bụi thường xanh, nhẵn nhụi. Các tế bào nhầy là phổ biến. Lá của chúng mọc vòng, cuốn trong hay xoắn lại, mép lá hơi có khía bởi các tơ cứng, cuống lá ngắn. Hoa kích thước vừa phải, mọc thành cụm dạng xim; nhị nhiều; núm nhụy có nhú. Quả nang cắt vách, chứa nhiều hạt. Họ này phân bổ tại khu vực Nam Mỹ, Cuba, tây Malesia và Campuchia, trước đây được gộp chung trong họ Bứa (Clusiaceae). Theo AGP II, họ này thuộc về bộ Sơ ri (Malpighiales).

## Phân loại
- Archytaea Martius
  - Archytaea augustifolia Maguire
  - Archytaea triflora Martius
- Bonnetia Martius(bao gồm cả Acopanea, Neblinaria, Neogleasonia): Khoảng 30 loài
  - Bonnetia ahogadoi (Steyerm.) A.L.Weitzman & P.F.Stevens
  - Bonnetia anceps Mart. & Zucc.
  - Bonnetia bolivarensis Steyerm.
  - Bonnetia celiae Maguire
  - Bonnetia chimantensis Steyerm.
  - Bonnetia colombiana (Maguire) Steyerm.
  - Bonnetia cordifolia Maguire
  - Bonnetia fasciculata P.F.Stevens & A.L.Weitzman
  - Bonnetia holostyla Huber.
  - Bonnetia huberiana Steyerm.
  - Bonnetia jauaensis Maguire
  - Bonnetia kathleenae Lasser
  - Bonnetia lanceifolia Kobuski
  - Bonnetia maguireorum Steyerm.
  - Bonnetia martiana (Maguire) Steyerm.
  - Bonnetia multinervia (Maguire) Steyerm.
  - Bonnetia neblinae (Maguire) Steyerm.
  - Bonnetia paniculata Spruce & Benth.
  - Bonnetia ptariensis Steyerm.

- - Bonnetia roraimae Oliver
  - Bonnetia roseiflora (Maguire) Steyerm.
  - Bonnetia rubicunda (Sastre) A.L.Weitzman & P.F.Stevens
  - Bonnetia sessilis Bentham
  - Bonnetia steyermarkii Kobuski
  - Bonnetia tepuiensis Kobuski & Steyerm.
  - Bonnetia toronoensis Steyerm.
  - Bonnetia wurdackii Maguire
- Ploiarium Korthals

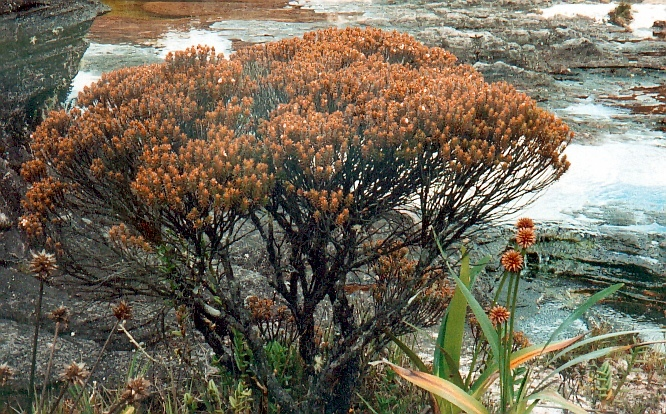
Bonnetia roraimae

  - Ploiarium alternifolium (Vahl) Melchoir
  - Ploiarium sessile (Scheff.) Hallier f.
  - Ploiarium pulcherrimum Melchior